# Broderick Pabillo
Broderick Soncuaco Pabillo (ur. 11 marca 1955 w Victorias) – filipiński duchowny rzymskokatolicki, biskup pomocniczy Manili w latach 2006–2021, administrator apostolski sede vacante archidiecezji Manili w latach 2020–2021, wikariusz apostolski Taytay od 2021.

## Życiorys
Urodził się 11 marca 1955 w Victorias w regionie Zachodnie Visayas. Do szkoły średniej uczęszczał w „Don Bosco College” w Canlubang w prowincji Laguna. W 1974 wstąpił do nowicjatu Kongregacji Salezjańskiej w Canlubang, a 1 kwietnia 1981 złożył śluby wieczyste. Studiował na Uniwersytecie św. Tomasza w Manili, uzyskując licencjat z teologii oraz na Papieskim Uniwersytecie Gregoriańskim w Rzymie, gdzie uzyskał licencjat z Pisma Świętego. 8 grudnia 1982 został wyświęcony na prezbitera przez kardynał Jaime Lachica Sin, arcybiskupa metropolitę Manili. Po święceniach przez rok pracował jako wikariusz, a następnie rozpoczął pracę w salezjańskim seminarium duchownym w Paranaque – był kolejno ekonomem, wikariuszem oraz rektorem uczelni. W 1999 wystąpił z zakonu i został inkardynowany do wikariatu apostolskiego Puerto Princesa. Jako kapłan wikariatu otrzymał nominację na proboszcza w Macarascas.
24 maja 2006 papież Benedykt XVI prekonizował go biskupem pomocniczym archidiecezji Manili ze stolicą tytularną Sitifis. Święcenia biskupie otrzymał 19 sierpnia 2006 w archikatedrze Niepokalanego Poczęcia NMP w Manili. Udzielił mu ich kardynał Gaudencio Rosales, arcybiskup metropolita Manili, w asyście arcybiskupa Fernando Filoniego, nuncjusza apostolskiego na Filipinach, i biskupa Pedro Arigo, wikariusza apostolskiego Puerto Princesa. Jako zawołanie biskupie przyjął słowa „Fides in Caritate” (Zaufanie w Miłości).
10 lutego 2020 papież Franciszek mianował go administratorem apostolskim sede vacante archidiecezji Manili. Funkcję tę pełnił do 24 czerwca 2021, kiedy archidiecezję kanonicznie objął nowy arcybiskup metropolita kardynał Jose Advincula.
29 czerwca 2021 papież Franciszek przeniósł go na urząd wikariusza apostolskiego Taytay. Ingres do katedry św. Józefa Robotnika, w trakcie którego kanonicznie objął urząd, odbył 19 sierpnia 2021.